# 890 (szám)
A 890 (római számmal: DCCCXC) egy természetes szám, szfenikus szám, a 2, az 5 és a 89 szorzata.

## A szám a matematikában
A tízes számrendszerbeli 890-es a kettes számrendszerben 1101111010, a nyolcas számrendszerben 1572, a tizenhatos számrendszerben 37A alakban írható fel.
A 890 páros szám, összetett szám, azon belül szfenikus szám, kanonikus alakban a 21 · 51 · 891 szorzattal, normálalakban a 8,9 · 102 szorzattal írható fel. Nyolc osztója van a természetes számok halmazán, ezek növekvő sorrendben: 1, 2, 5, 10, 89, 178, 445 és 890.
A 890 négyzete 792 100, köbe 704 969 000, négyzetgyöke 29,83287, köbgyöke 9,61900, reciproka 0,0011236. A 890 egység sugarú kör kerülete 5592,03492 egység, területe 2 488 455,541 területegység; a 890 egység sugarú gömb térfogata 2 952 967 241,9 térfogategység.